# ناثان رويتس
ناثان رويتس (بالهولندية: Nathan Rutjes)‏ (1 ديسمبر 1983 بروتردام في هولندا - ) هو لاعب كرة قدم هولندي في مركز الوسط. لعب مع رودا ياي سي وسبارتا روتردام وMVV Maastricht ‏.

## وصلات خارجية
- ناثان رويتس على موقع قاعدة بيانات كرة القدم.إي يو (الإنجليزية)
- ناثان رويتس على موقع Soccerway.com (الإنجليزية)